# Marie-Annick Mathieu
Marie-Annick Mathieu, appelée aussi Mam, née en 1948 et morte le 15 septembre 2017, à 69 ans, à Paris dans le 20e  arrondissement est une militante féministe appartenant à la mouvance du féminisme luttes de classe et des Pétroleuses (1974-1975), au Collectif national pour les droits des femmes (CNDF, qu'elle a contribué à créer à la suite de la grande manifestation du 25 novembre 1995), en passant par la Coordination des groupes femmes d'entreprises (année 1975-1985) et par le Comité de soutien CGT aux journalistes d'Antoinette (comité qu'elle a co-animé, en 1982, contre la direction nationale de la CGT).

## Biographie
Marie-Annick Mathieu, surnommée « Mam », est influencée par les évènements de mai 68 qui la poussent vers la politisation et l'engagement militant.
Dès le début des années 1970 elle a milité à la Ligue communiste révolutionnaire (LCR) et a continue jusqu'à sa disparition fin 2008, rejoignant ensuite le Nouveau parti anticapitaliste (NPA), qu'elle quitte cependant dès 2010, en désaccord avec la décision de présenter une femme voilée sur la liste régionale du Vaucluse.
Travaillant au ministère des Finances, elle adhère à la CGT et participe au comité « la Taupe Rouge Finances ». Engagée dans le mouvement féministe, elle est intimement liée au courant « Féministe luttes de classe », présente par exemple, en juin 1974, à la Rencontre des Pétroleuses à Bièvres,,.
Elle contribue à porter cette lutte sur le terrain de l'engagement syndical : en 1973, en même temps qu'elle animait la Commission femmes de la section CGT Finances, elle participe à la création du Groupe femmes Finances, puis en 1975 à la mise sur pied de la Coordination des groupes femmes d'entreprises (coordination transformée en Association loi 1901 sous le nom de Groupes Interentreprises pour l’Emploi des Femmes-GRIEFS en 1980).
Elle est l'un des piliers de l'équipe de rédaction des Cahiers du féminisme (1977-1998), sous le pseudonyme de Marie-Annick Vigan ; elle y suit les combats menés par les militantes féministes et syndicalistes pour faire reconnaître la légitimité de leur action, notamment pour la défense du travail des femmes, contre le temps partiel et les contre-réformes successives du travail mises en place depuis le début des années 1980 par les gouvernements Giscard puis Mitterrand.
Elle participe par à l'organisation des États généraux sur le travail des femmes, en avril 1982. En 1982 elle participe à la mise en place d'un comité de soutien aux journalistes du journal de la CGT Antoinette, licenciées par la direction confédérale de la CGT car jugées trop féministes, trop unitaires et trop critiques face à la répression en Pologne : lancement d'une pétition de soutien auprès des personnes syndicats CGT, appel au 41e congrès de la CGT avec demande d'ouverture immédiate d'un débat démocratique, communiqué de presse...
En 1990 elle représente les Cahiers du féminisme avec Josette Trat à la foire du livre féministe de Barcelone.
Elle rejoint ensuite le « Club d'études et de recherches féministes Flora Tristan » constitué par les anciennes journalistes d'Antoinette. Après le vaste mouvement social de l'automne 1995, elle participe à la commission femmes d'Agir contre le chômage (AC !), et fait partie des fondatrices du Collectif national pour les droits des femmes (CNDF) en 1996, mis en place dans la foulée de la grande manifestation féministe du 25 novembre 1995.
Elle anime la commission « Droit au travail » lors des Assises du CNDF en mars 1997.
Son militantisme ne se limite pas au domaine du travail et du syndicalisme. Elle fait partie du Collectif de gestion de la Maison des femmes de Paris de 1991 à 1996. Elle participe à plusieurs reprises à des actions de soutien aux femmes sans papiers et, sur le plan international, à la solidarité avec les luttes des féministes du Maghreb, notamment avec les féministes algériennes dans les années 1990 puis avec les Tunisiennes lors du printemps arabe. Elle participe à l'écriture du livre collectif « Cahiers du féminisme ». Dans le tourbillon du féminisme et de la lutte des classes, 1977-1998.
Elle meurt en 2017 et ses obsèques ont lieu au Père Lachaise,.

## Publications
- Josette Trat, Les "Cahiers du féminisme", 1977-1998: vingt ans dans le tourbillon du féminisme et de la lutte des classes, Syllepses, 2011 (ISBN 978-2-84950-298-3)
- « Mathieu, Marie-Annick - Persée », sur www.persee.fr (consulté le 9 décembre 2023).
- « Latelec, la longue lutte des travailleuses tunisiennes », sur 50 - 50 Magazine, 24 juillet 2014 (consulté le 9 décembre 2023).
- Josette Trat (coordination), Claire Bataille, Sonia Casagrande, Marianne Inayetian, Sophie Joanny, Marie-Annick Mathieu, Mélanie Mermoz, Anne-Marie Pavillard et Marie-Hélène Zylberberg-Hocquard, Les "Cahiers du féminisme", 1977-1998: vingt ans dans le tourbillon du féminisme et de la lutte des classes, Syllepses, 2011 (ISBN 978-2-84950-298-3).